# コッリエーレ・デッロ・スポルト＝スターディオ
コッリエーレ・デッロ・スポルト＝スターディオ（伊: Corriere dello Sport - Stadio）は、イタリアのスポーツ新聞。通称コッリエーレ・デッロ・スポルト。
ミラノのラ・ガッゼッタ・デッロ・スポルトに次ぐ第二のスポーツ新聞であり、トリノのトゥットスポルトと共にイタリアの三大スポーツ新聞の一つに数えられる。他のイタリアのスポーツ新聞と同じく紙面の多くはサッカーに割かれている。

## 概要
1924年10月20日、イタリア・ボローニャで元サッカー選手のアルベルト・マスプローネ らによってコッリエーレ・デッロ・スポルト（伊: Corriere dello Sport）が設立された。創設メンバーの中には後のフェラーリの創業者エンツォ・フェラーリも名を連ねていた。1929年より本拠をローマに移転。1977年9月にはボローニャの新聞スターディオと合併し、コッリエーレ・デッロ・スポルト＝スターディオと名を変えた。
1982年7月にFIFAワールドカップ・スペイン大会でイタリア代表が優勝した際に「Eroici!」と題して発行した号は、国内最高記録となる約170万部を売り上げた。2006年のドイツ大会で再び頂点に立った際には、それを上回る200万部以上の売り上げを記録した。